# Кубок Шпенглера 1949
Кубок Шпенглера 1949 року не розігрувався, але пройшла серія матчів
 «Давос» —  ХК Фюссен — 12:4
 ХК Фюссен —  IK Йота — 9:4
 «Давос» —  Дияволи Россонері Мілан — 9:2
 ХК Фюссен —  Берн — 7:3
 IK Йота —  Дияволи Россонері Мілан — 9:6
 «Давос» —  Берн — 7:3
 «Герінгей Рейсерз» —  IK Йота — 5:3
 «Давос» —  IK Йота — 7:6
 «Герінгей Рейсерз» —  ХК Фюссен — 10:4
 «Давос» —  «Герінгей Рейсерз» — 3:3